# Григорьев, Василий Прохорович
Василий Прохорович Григорьев (19 апреля 1909 год, Хвалынск, Саратовская губерния — 1978 год) — советский учёный в области технологии производства авиационной техники. Заслуженный деятель науки и техники РСФСР (1972).
Окончил Вольскую профессионально-техническую школу (1928), Московское высшее техническое училище им. Н. Э. Баумана по специальности инженера-математика (1935), вечернюю аспирантуру (1941).
В 1928—1930 работал кочегаром и фрезеровщиком, с 1935 по 1941 год инженер Центрального института труда Оргавиапрома. Кандидат технических наук (1941).
В 1941—1945 служил в РККА, участвовал в боях на Западном фронте, был начальником самолётного цеха авиационной части, главным инженером полевых авиаремонтных мастерских 1-й Воздушной армии.
С 1945 года работал в НИАТ, старший научный сотрудник (1949).
С 1952 года преподавал в МАИ на кафедре «Производство самолётов» (до 1956 года по совместительству).
Доктор технических наук (1958), профессор.
Награды
Заслуженный деятель науки и техники РСФСР (1972). Награждён орденами Красный Звезды, Отечественной войны I степени, медалью «За боевые заслуги» и ещё пятью медалями.
Основные публикации
- Клёпка конструкций из лёгких сплавов. -М.: Оборонгиз, 1953 (соавтор);
- Технология самолётостроения. Учебное пособие для авиационных вузов. -М.: Оборонгиз, 1960;
- Влияние технологии выполнения соединений на их прочность и выносливость. -М.: Оборонгиз, 1963;
- Взаимозаменяемость агрегатов в самолётостроении. -М.: Машиностроение, 1969;
- Технология самолётостроения. Учебник для авиационных вузов с грифом Минвуза СССР. 1-е и 2-е издания. -М.: Машиностроение, 1970 и 1982 годы (соавтор);
- Сборка клёпаных агрегатов самолётов и вертолётов. -М.: Машиностроение, 1975;
- Приспособление для сборки узлов и агрегатов самолётов и вертолётов. -М.: Машиностроение, 1977 (соавтор).